# NBA All-Star Game 1970
Le NBA All-Star Game 1970 s’est déroulé le 20 janvier 1970 dans The Spectrum de Philadelphie.

## Effectif All-Star de l’Est
- Oscar Robertson (Royals de Cincinnati)
- Kareem Abdul-Jabbar (Bucks de Milwaukee)
- Willis Reed (Knicks de New York)
- John Havlicek (Celtics de Boston)
- Hal Greer (76ers de Philadelphie)
- Gus Johnson (Bullets de Baltimore)
- Billy Cunningham (76ers de Philadelphie)
- Dave DeBusschere (Knicks de New York)
- Walt Frazier (Knicks de New York)
- Tom Van Arsdale (Royals de Cincinnati)
- Jimmy Walker (Pistons de Détroit)
- Flynn Robinson (Bucks de Milwaukee)

## Effectif All-Star de l’Ouest
- Jerry West (Lakers de Los Angeles)
- Elgin Baylor (Lakers de Los Angeles)
- Connie Hawkins (Suns de Phoenix)
- Lou Hudson (Hawks d’Atlanta)
- Elvin Hayes (San Diego Rockets)
- Nate Thurmond (San Francisco Warriors)
- Bill Bridges (Hawks d’Atlanta)
- Joe Caldwell (Hawks d’Atlanta)
- Dick Van Arsdale (Suns de Phoenix)
- Lenny Wilkens (SuperSonics de Seattle)
- Jeff Mullins (San Francisco Warriors)
- Bob Rule (SuperSonics de Seattle)
- Chet Walker (Bulls de Chicago)